# 塞普提曼尼亞

537年時的塞普提曼尼亞

塞普提曼尼亞（法語：Septimanie）是历史上的一个地区，位于罗马帝国纳博讷高卢行省西部，蛮族大入侵时被西哥特人所占，其王国延展至西班牙，507年克洛维征服阿基坦后始用Septimanie指代该地区，摩爾人穆斯林扩张时期一度占领这个区域，759年被法兰克人占领，称该地为 “Gothie”。
塞普提曼尼亞的领土位于法国南部，大致与今朗格多克-鲁西永行政区一致。
43°36′N 3°12′E / 43.6°N 3.2°E